# Ameira hyalina
Ameira hyalina är en kräftdjursart som först beskrevs av Noodt 1952.  Ameira hyalina ingår i släktet Ameira och familjen Ameiridae. Arten har ej påträffats i Sverige. Inga underarter finns listade i Catalogue of Life.